# Аліна Нестасе
Аліна Нестасе (рум. Alina Năstase; нар. 19 березня 1990, Бухарест, Румунія) — театральна та кіноакторка.

## Біографія
Аліна Нестасе народилася 19 березня 1990 року в Бухаресті. Навчалася в Муніципальній школі театру (Сарагоса).

## Телебачення
- Акація, 38 (2016)[7]
- Паркан (2020)

## Нагороди та номінації
| Нагорода                              | Рік  | Категорія  | Фільм           | Результат |
| ------------------------------------- | ---- | ---------- | --------------- | --------- |
| International Independent Film Awards | 2019 | Gold Award | «Adiós, Susana» | Перемога  |